# Goodreads
Goodreadsは書籍情報や注釈、批評を閲覧できるウェブサイト及び同サイトを運営する企業である。アカウントを作成することで個人用ページに図書目録や読書リストを、公開ページとして推薦図書や議論のグループを作成することができる。 2007年12月に、65万人以上の利用者と1000万冊以上の書籍情報が登録され、2012年7月には1000万人の利用者と月間2000万件の訪問履歴、従業員30名が発表された。2013年7月23日には利用者登録が11ヶ月近くで2000万人に倍増したことがサイトにて発表された。本社はサンフランシスコにある。

## 特徴
サイト内では、利用者は本棚として視覚化された個人用の読書リストの作成、書籍についての評価や感想の登録、他の利用者の読書状況の閲覧、様々な議論ページやグループへの参加ができる。他の利用者の友人申請を受理することで、その新たな友人の本棚や感想の閲覧や、コメントができる。書籍の評価には5つ星を採用し、感想を任意に追加できる。本棚の初期設定では書籍は読了、読書中、積読に分類され、その他任意に書籍をグループ化できる。新刊情報や推薦図書、著者のインタビューや詩等の定期的に配信されるメールマガジンの登録が任意にできる。作家が利用者の場合は、著書を著者紹介ページ（著者ブログを含む）にリンクの設定ができる。オフラインにおいても蔵書交換会や輪読会など利用者が交流する機会を提供している。
インタビューや読者プレゼント、著者のブログや公開情報を通じて著者と読者のやりとりを促進している。サイト内に作家を対象とした販促用ページも用意されており、James Pattersonやマーガレット・アトウッドを含む17000人の作家が宣伝用に利用している。
ツイッターやPinterest、Facebookを含む他のソーシャル・ネットワーキング・サービスにおいても存在感を示している。

## 批判と論争
従来利用したAmazonAPIは利用規約が厳しく、書籍卸売業Ingram社やアメリカ議会図書館などの参照元は柔軟性が高いことから、2012年1月に書籍情報のうちタイトルや著者、ページ数のデータ参照元をAmazonのAPIからIngram社などに切り替えた。その一方で一部のユーザーは、自分の読書情報の消失を心配したことから、Amazon専売による自費出版本やKindle版などのタイトルでさえも移行に伴い消失しないよう数々の対策を施した。後にAmazonにより買収され、再びAmazonAPIに移行した。